# Orsóférges fertőzés
Az orsóférges fertőzés egy élősködő, az orsóféreg Ascaris lumbricoides által okozott betegség. A fertőzés az esetek több mint 85%-ában, főként csekély számú féreg esetén tünetmentes. Ahogy nő a szervezetben élő férgek száma, úgy fokozódnak a fertőzés tünetei, mint például a légszomj és láz, amelyek a betegség kezdeti szakaszát jellemzik. Ezt követik a súlyosabb tünetek, például a haspuffadás, hasfájás és hasmenés. A fertőzés leginkább a gyermekeket veszélyezteti, esetükben okozhat lassú súlygyarapodást, alultápláltságot és tanulási nehézségeket is.
A fertőzést az Ascaris petéjével szennyezett széklettel érintkezett étel vagy ital fogyasztása okozza. A peték a bélben kelnek ki, átfúródnak a bélfalon, és a vérkeringéssel a tüdőbe vándorolnak. A lárvák a  léghólyagokon keresztül a légcsőbe jutnak, ahonnan a beteg felköhögi, majd lenyeli őket. Ekkor a lárvák a gyomron keresztül másodszor is eljutnak a bélbe, ahol féreggé fejlődnek.
A betegség megelőzésének legjobb módja a higiénés körülmények javítása, amely magában foglalja a kellő számban hozzáférhető mellékhelyiséget és a széklet megfelelő ártalmatlanítását. Kellő védelmet nyújthat a szappanos kézmosás. Olyan térségekben, ahol a lakosság 20%-a érintett, ajánlott rendszeres időközönként mindenkit kezelni. Gyakori a fertőzés újbóli kialakulása. A fertőzés ellen nincs védőoltás. Az Egészségügyi Világszervezet a következő gyógyszeres kezeléseket ajánlja: albendazol, mebendazol, levamizol vagy pyrantel pamoate. További hatásos szer a tribendimidin és a nitazoxanid.
Világszerte 0,8-1,2 milliárd ember szenved orsóférgességben, a leginkább fertőzött területek szubszaharai Afrikában, Latin-Amerikában és Ázsiában találhatók. Mindezek alapján kimondható, hogy ez a betegség a talaj útján terjedő férgesség legelterjedtebb formája. Míg a fertőzés 1990-ben még 3400 esetben okozott halált, ez a szám 2010-ben mintegy 2 700 esetre csökkent. Az Ascaris egy másik fajtája a sertéseket fertőzi meg.